# Giovanni Boato
Giovanni Boato (Roma, 3 settembre 1924 – Tregnago, 29 agosto 2009) è stato un fisico italiano.

## Biografia
Nato a Roma nel 1924, la sua famiglia si trasferì a Genova nel 1938.
Si laureò a Genova in Chimica nel 1947 e in Fisica a Roma nel 1950.
Dal 1952 al 1953 lavorò negli Stati Uniti nell'Istituto Harold C. Urey, prima con una borsa Fulbright, poi come research associate.
In questa esperienza conobbe molti influenti scienziati, quali lo stesso Harold C. Urey ed Enrico Fermi.
Ettore Pancini lo chiamò a Genova nel 1954, offrendogli un incarico di insegnamento e, poco dopo, vinse in quell'Università un concorso per assistente. Dotato di non comune abilità sperimentale, in questa fase progettò e realizzò la costruzione di uno spettrometro di massa col quale studiò gli effetti isotopici in sistemi gassosi coadiuvato dalla moglie, Maria Emilia Vallauri, e, in seguito, da Giacinto Scoles. Dal 1960 iniziò ricerche sulle basse temperature che lo condussero, in collaborazione con Adriano Berné e Mario De Paz, ad effettuare misure pionieristiche delle proprietà di trasporto dei gas rari solidi, con Carlo Rizzuto e Gaetano Gallinaro alla rivelazione dei quanti di flusso nei superconduttori di II tipo e ai momenti magnetici localizzati nei metalli. Nel 1964 ottenne la cattedra di Fisica dello Stato Solido come professore straordinario.
Nel 1965 divenne membro del primo del Consiglio Direttivo Gruppo Nazionale di Struttura della Materia (G.N.S.M.), di cui venne successivamente eletto presidente nel 1968. 
Con una borsa di studio Fulbright, tra il 1965 e il 1966 lavorò negli USA, come Visiting professor alla Rutgers University ove, oltre agli incarichi d'insegnamento, ebbe un'intensa attività di laboratorio.
Dal 1969 iniziò una ricerca approfondita relativa alle superfici cristalline e, tra il 1971 e il 1973, costruì a Genova un apparecchio per la diffrazione degli atomi di elio da superfici cristalline, che permise nuove scoperte e ricerche. Lo strumento condusse, ad esempio, alla definizione dello spettro di diffrazione dell'elio. 
Negli anni '70 e '80 ebbe diversi incarichi istituzionali, tra cui quello di direttore dell'Istituto di Fisica Sperimentale di Genova e della Scuola di Dottorato in Fisica dal 1987 al 1990. Egli seguì personalmente il passaggio nella nuova sede delle Facoltà di Scienze Matematiche, Fisiche e Naturali di Genova, che fu inaugurata nel 1984.
Nel 1998 gli fu conferita la medaglia d'oro come Benemerito della Scienza e della Cultura da parte del Presidente della Repubblica Oscar Luigi Scalfaro e del Ministro dell'Università e della Ricerca Scientifica e Tecnologica Luigi Berlinguer.
Tra gli ultimi impegni professionali va ricordato il lavoro per la creazione di un Museo di Fisica di Genova, realizzato all'interno della nuova sede, che raccoglie e organizza un ampio patrimonio di strumenti scientifici. Il museo venne inaugurato nel 1991.